# 마직물
마직물이란 삼, 아마, 모시풀 같은 초피섬유로 실을 자아 만든 작물을 두루 이르는 총칭이다. 마포라고도 한다. 가장 오래된 마직물은 고대 이집트의 고분에서 발굴된 미라가 입은 옷인데 이것은 아마포로 짜여 있다. 한국에서는 옛날부터 쌀과 함께 화폐로 이용되기도 하였다.

## 마직물의 성질
마직물은 아주 강하다. 게다가 수분 흡수 발산이 빠르고 열의 전도성이 좋아 여름의류로 사용된다. 그러나 단점도 있다. 표면이 거칠고 탄력성이 적어 구김이 잘 생겨서 의류로 사용하기 약간 제한적이나 합성혼방에 의해 이런 단점도 보안된 새로운 마직물이 나오기도 한다.

## 종류
- 삼베